# Liściowiec ostrodzioby
Liściowiec ostrodzioby, pełzacznik ostrodzioby (Philydor contaminatum) – gatunek małego ptaka z rodziny garncarzowatych (Furnariidae). Występuje w południowo-wschodniej Brazylii, wschodnim Paragwaju i skrajnie północno-wschodniej Argentynie. Niezagrożony wyginięciem.

## Taksonomia
Gatunek opisał po raz pierwszy Hans von Berlepsch w 1885 pod nazwą Heliobletus contaminatus, akceptowaną obecnie przez IOC. Autorzy Kompletnej listy ptaków świata zaliczają liściowca ostrodziobego do rodzaju Philydor. Gatunek ten należy według IOC do monotypowego rodzaju Heliobletus; niektórzy autorzy włączają go do Xenops (np. Howard and Moore Complete checklist... 2 ed. czy checklista J. Clementsa z 1981), jednak od przedstawicieli tego rodzaju wyróżnia liściowca upierzenie i głos. Wymienione cechy wskazują na nikłe pokrewieństwo Heliobates z Xenops. Mimo że w tradycyjnych przedstawieniach linii ewolucyjnej rodziny garncarzowatych rodzaju Xenops i Heliobletus umieszczane są zwykle blisko siebie, pod koniec – ze względu na nietypowe dzioby i przystosowania do żerowania wzdłuż gałęzi – zdają się pochodzić z dwóch niezależnych linii ewolucyjnych w obrębie rodziny. Przykładowo, pod względem ogólnego schematu upierzenia przedstawiciele obu rodzajów przypominają inne gatunki używające do żerowania na gałęziach niekiedy pozycji akrobatycznych – Premnornis, Siptornis, Anabacerthia spp., Syndactyla spp. i Cichlocolaptes spp. Opisano dwa podgatunki; w północnym stanie São Paulo są wobec siebie sympatryczne i mogą się krzyżować (intergradation).
Holotyp gatunku (i zarazem podgatunku nominatywnego) pochodził z Nova Friburgo, a holotyp P. c. camargoi z Porto Cabral (miejscowość przy rzece Parana w São Paulo). Nazwa rodzajowa Heliobletus pochodzi od dwóch greckich słów – helios (słońce) oraz bletos – rażony, dotknięty; nazwa gatunkowa contaminatum oznacza z łaciny brudny, zanieczyszczony. Nazwa rodzajowa Philydor pochodzi od greckiego φιλυδρος philudros „kochający wodę”, od φιλος philos „kochać”; ὑδωρ hudor „woda”.

## Podgatunki i zasięg występowania
IOC wyróżnia następujące podgatunki:
- P. c. contaminatum (von Berlepsch, 1885) – południowo-wschodnia Brazylia (południowy stan Minas Gerais, Espírito Santo na południe do północnego São Paulo)
- P. c. camargoi (Cardoso da Silva & Stotz, 1992) – skrajnie południowo-wschodnia Brazylia, skrajnie północno-wschodnia Argentyna (Misiones) i wschodni Paragwaj

Środowiskiem życia P. contaminatum są górskie i nizinne lasy wiecznie zielone. Występuje od poziomu morza po 1830 m n.p.m.

## Morfologia
Długość ciała w przedziale 12–13 cm, masa ciała 13–15 g. Wymiary szczegółowe dla podgatunku: camargoi (holotyp): długość skrzydła 70 mm, ogona 55 mm, długość dzioba od bliższego dziobu końca nozdrzy 8,9 mm (od nasady w czaszce 14,6 mm), skoku 18,3 mm. Przedział długości skrzydła dla contaminatum: samce 70–78 mm, samice 67–71 mm; przedział długości ogona, także dla podgatunku nominatywnego: 55–64 mm u samców, 52,5–55 mm u samic (dwa okazy).
U podgatunku nominatywnego występują płowozłota brew oraz ostro zarysowany pasek biegnący od oka w tył (pod brwią), dochodząc do karku nieznacznie jaśnieje. Pokrywy uszne płowozłote, kantarek poprzetykany ciemnobrązowymi i ochrowymi piórami. Po bokach szyi upierzenie płowożółte. Czarnobrązowy wierzch głowy pokryty szerokimi złotooliwkowymi pasami, które swój zasięg poszerzają także na kark. Górna część grzbietu w podobnej kolorystyce, co brew i boki szyi. Pozostałe partie wierzchu ciała wraz z kuprem matowe, oliwkowobrązowe, jedynie pióra pokryw nadogonowych wieńczą rude końcówki. Upierzenie skrzydeł w większości oliwkowobrązowe, pokrywy lotek I rzędu ciemniejsze, lotki mają rudy odcień. Ogon niemal prostokątny, ciemnorude sterówki jedynie lekko usztywnione; stosiny na końcowym odcinku bliskim 1 mm nagie, bez promyków. Gardło jasne, żółtopłowe, jaśniejszą pierś zdobią matowe oliwkowobrązowe paski, ciągnące się aż do brzucha, gdzie tworzą jednobarwną połać piór. Pokrywy podogonowe brązowe z szerokimi rdzawymi pasami. Tęczówka ciemnobrązowa. Górna szczęka brązowa do czarnej, dolna różowawa do szarej. Skok i palce zielonkawoszare do żółtozielonych (matowych). Nie występuje dymorfizm płciowy. Przedstawicieli podgatunku camargoi odróżniają płowozłote paski na wierzchu ciała, szersze paski na piersi i brzuchu; do tego krótsze skrzydła i ogon.

## Zachowanie

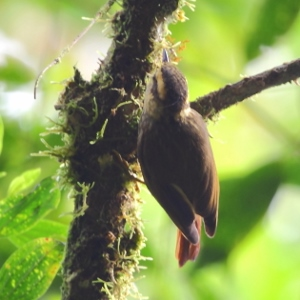
Osobnik żerujący na omszonej gałęzi

Liściowiec ostrodzioby żywi się stawonogami. Żeruje pojedynczo lub w parach, niekiedy w stadach mieszanych, często w plątaninie pnączy. Zwinnie zbiera zdobycz z omszonych gałęzi, liści i epifitów. Wspina się i zawiesza. Nie używa ogona jako podpory. Pieśń to krótki, ostry, metaliczny tryl w jednej tonacji, niekiedy przeplatany piskliwymi, skrzypiącymi dźwiękami. Zawołanie stanowi krótkie, miękkie tik.
Brak informacji o lęgach.

## Status, zagrożenia i ochrona
Przez IUCN gatunek jest uznawany za najmniejszej troski (LC, Least Concern) nieprzerwanie od 1988 roku. W większości zasięgu rzadki do lokalnie pospolitego; nieliczny w Paragwaju (stan w 2003). Trend liczebności populacji uznawany jest za spadkowy ze względu na niszczenie siedlisk. Jest brany pod uwagę jako trigger species przy wyznaczaniu ostoi ptaków IBA; występuje np. w Parku Narodowym Aparados da Serra, PN Serra dos Órgãos i – nielicznie – PN Itatiaia (Brazylia). W Argentynie m.in. w Parku Narodowym Iguazú i Rezerwacie biosfery Yabotí, a w Paragwaju w parkach narodowych Caazapá i San Rafael.